# Belgique aux Jeux olympiques d'hiver de 1988
La Belgique participe aux Jeux olympiques d'hiver de 1988, qui ont lieu à Calgary au Canada. Ce pays, représenté par une athlète en patinage artistique, prend part aux Jeux d'hiver pour la treizième fois de son histoire. Il ne remporte pas de médaille.

## Résultats

### Patinage artistique
| Athlète         | CF | SP | FS | TFP  | Rang |
| --------------- | -- | -- | -- | ---- | ---- |
| Katrien Pauwels | 11 | 20 | 20 | 34.6 | 17   |